# Pavol Tonkovič
Pavol Tonkovič (13. ledna 1907 Podkonice – 22. května 1980 Bratislava) byl slovenský dirigent, folklorista, muzikolog, hudební skladatel a pedagog.

## Život
Pavol Tonkovič se narodil v Podkonicích v okrese Banská Bystrica. Do školy chodil ve Slovenské Ľupči. V roce 1927 absolvoval Učitelský ústav v Banské Bystrici, kde byl jeho učitelem hudby Viliam Figuš-Bystrý. Hrál na klavír, varhany a na housle. Ve studiu pokračoval na Hudební a dramatické akademii v Bratislavě v letech 1930–1935 a na Pedagogické akademii v letech 1935–1939. Stal se učitelem na Učitelském ústavu v Bratislavě. V roce 1941 složil státní zkoušky ze hry na housle, klavír, varhany a ze zpěvu. Po druhé světové válce působil jako vedoucí oddělení lidové hudby v čs. rozhlase v Košicích.
V roce 1949 byl jedním ze zakladatelů Slovenského lidového uměleckého kolektivu (SĽUK) a stal se jeho prvním uměleckým vedoucím. V letech 1950–1953 se účastnil seminářů z hudební vědy a filozofie na Filozofické fakultě Univerzity Komenského a později studoval i dirigovaní a zpěv na Vysoké škole múzických umění v Bratislavě. V letech 1951–1954 byl vedoucím redakce lidové hudební tvorby v bratislavském rozhlase a od roku 1954 dirigentem SĽUKu.
Zemřel 22. května 1980 v Bratislavě.

## Ocenění
- Vyznamenání Za vynikající práci (1972)
- Zasloužilý pracovník kultury (1977)
- Zápis do Zlaté knihy Slovenského ochranného svazu autorského v roce 2006 in memoriam.
- V roce 1991 založil Slovenský hudební fond Cenu Pavla Tonkoviča udělovanou za přínos v oblasti hudebního folklóru.

## Dílo
Pavol Tonkovič především sbíral, zpracovával a upravoval hudební folklór, např.:
- Vrchárska nálada
- Veselica z Pohorelej
- Do krutu a do šaflika
- Hojdana, Hojdana

Sebrané lidové písně vydal v publikacích:
- Spevy nášho ľudu (Bratislava 1951)
- Spevy z Oravy (Martin 1954)
- Terchovské nóty (Bratislava 1957)

I jeho další tvorba vychází z folklóru nebo je jím silně ovlivněna:
- Podtatranské obrázky (Scénická hudba pre symfonický orchester , 1962)
- Statky-zmätky (Scénická hudba k divadelní hře J. Gregora-Tajovského, 1956)
- Čarodejná píšťalka. Scénická hudba k rozprávke pre ľudovú hudbu a dievčenskú skupinu (1966)
- Jánošík (hudba k filmu)
- Svadba v Sitne (Scénická hudba k rozhlasovej hre Jozefa Horáka pre ľudový orchester, 1961)
- Hrejivé zamyslenie. Scénická hudba k rozhlasovému pásmu L. Ťažkého pre miešanú družinu, orchester ľudových nástrojov, fujaru a pastiersku trúbu (1966)

Kromě toho publikoval v odborných a osvětových časopisech práce o slovenských lidových hudebních nástrojích a nástrojové hudbě. Jeho hudební pozůstalost sa nachází v Literárním a hudebním muzeu v Banské Bystrici. Část skladatelovy vědecké a umělecké pozůstalosti je vystavena také v Pamätnej izbe Pavla Tonkoviča v Podkonicích na obecním úřadě.